# زوران میلانوویچ
زوران میلانوویچ (انگلیسی: Zoran Milanović) (متولد ۳۰ اکتبر ۱۹۶۶) یک سیاست‌مدار اهل کرواسی و پنجمین رئیس جمهور این کشور است. وی در انتخابات ریاست جمهوری ۲۰۲۰ بعنوان رئیس‌جمهور منتخب کرواسی انتخاب شد. وی از دسامبر ۲۰۱۱ تا ژانویه ۲۰۱۶ نخست‌وزیر کرواسی بود. او رهبر حزب سوسیال دموکرات کرواسی، بزرگترین حزب چپگرای سیاسی در کرواسی است. او در دو نوبت غیر متوالی از ژانویه ۲۰۰۷ تا نوامبر ۲۰۱۱ و از ژانویه تا دسامبر ۲۰۱۶ رهبر اپزسیون بود. وی در پنج ژانویه ۲۰۲۰ کولیندا-گربا کیتاروویچ، رئیس‌جمهور وقت کرواسی را شکست داد و بعنوان پنجمین رئیس‌جمهور کرواسی انتخاب شد.
میلانوویچ پس از فارغ‌التحصیل شدن در دانشکده حقوق زاگرب در وزارت امور خارجه کرواسی شروع به کار کرد. وی از سالهای ۱۹۹۶ تا۱۹۹۹ به عنوان مشاور وزیر خارجه کرواسی در اتحادیه اروپا و ناتو در بروکسل خدمت کرده‌است. در همان سال وی به حزب سوسیال دموکرات پیوست. در سال ۱۹۹۸ وی مدرک کارشناسی ارشد خود را در رشته حقوق اتحادیه اروپا در دانشگاه Flemish در بروکسل اخذ کرد و در سال ۲۰۰۳ معاون وزیر امور خارجه کرواسی در امور سیاست چند جانبه بود.
در ژوئن ۲۰۰۷ به دنبال درگذشت رهبر حزب سوسیال دموکرات و نخست‌وزیر پیشین ایویچا راژان، در انتخابات پارلمانی ۲۰۰۷، حزب در رده دوم قرار گرفت و نتوانست اکثریت حاکم را تشکیل دهد. علی‌رغم از دست دادن انتخابات، وی در سال ۲۰۰۸ به عنوان رهبر حزب انتخاب شد. میلانوویچ در سال ۲۰۱۱ تشکیل ائتلاف کوکوریکو را آغاز کرد و چهار حزب احزاب سیاسی محور را به هم پیوسته بود. این ائتلاف در انتخابات پارلمانی سال ۲۰۱۱ اکثریت مطلق را بدست آورد و سوسیال دموکرات خود به قویترین حزب در پارلمان تبدیل شد. میلانوویچ پس از تأیید مجلس، در ۲۳ دسامبر ۲۰۱۱ به نخست‌وزیری رسید و کابینه تشکیل داد.
آغاز دوره نخست‌وزیری وی با پایان یافتن مراحل تصویب ورود کرواسی به اتحادیه اروپا و برگزاری همه‌پرسی عضویت در اتحادیه اروپا مشخص شد. کابینه وی تغییرات در قانون مالیات را به تصویب رساند، قانون مالی سازی را تصویب کرد و چندین پروژه بزرگ زیرساختی را آغاز کرد. پس از افزایش ارزش فرانک سوئیس، دولت اعلام کرد که تمام وام‌های فرانک سوئیس به یورو تبدیل می‌شود. میلانوویچ از گسترش حقوق زوج‌های هم جنس حمایت کرد و قانون مشارکت در زندگی را معرفی کرد.
پس از انتخابات سال ۲۰۱۵، وی به عنوان نخست‌وزیر توسط Tihomir Orešković موفق شد. میلانوویچ رهبری ائتلاف چهار جانب People's خلق را در انتخابات زودهنگام پارلمان در سپتامبر ۲۰۱۶ انجام داد. در پی شکست حیرت‌انگیز در انتخابات HDZ، میلانوویچ اعلام کرد که از سیاست خارج شد. وی سپس وارد مشاغل مشاوره شد و به عنوان مشاور نخست‌وزیر آلبانی ادی راما مشغول به کار شد.
در تاریخ ۱۷ ژوئن سال ۲۰۱۹ میلانوویچ اعلام کرد که در انتخابات آینده به عنوان کاندیدای حزب سوسیال دموکرات برای انتخابات ریاست جمهوری کرواسی شرکت می‌کند و در ۶ ژوئیه ۲۰۱۹ رسماً توسط این حزب معرفی شد. بیشترین آرا (۲۹٫۵۵٪) در دور اول انتخابات در ۲۲ دسامبر ۲۰۱۹، پیشتاز از رئیس‌جمهور فعلی محافظه کار کلیندا گرابر-کیتاروویچ، در دور دوم در ۵ ژانویه ۲۰۲۰، با حدود ۵۲٫۷ درصد آرا او بعنوان پنجمین رئیس‌جمهور کرواسی انتخاب شد. او به این ترتیب اولین نامزد انتخابات ریاست جمهوری در تاریخ کرواسی شد که در دور اول انتخابات نسبت به یک رئیس‌جمهور فعلی، آرای بیشتری کسب کرد